# 아니카 카비르 쇼크
아니카 카비르 쇼크(벵골어: আনিকা কবির শখ, 1993년 10월 ~ )는 방글라데시의 배우이다.